# تامی لی
تامی لی (انگلیسی: Tommy Lee؛ زادهٔ ۳ اکتبر ۱۹۶۲) یک موسیقی‌دان اهل آمریکا است. او نوازنده درام گروه هوی‌متال ماتلی کرو است. او موسس گروه رپ متال متودز آف میهم است و چندین پروژه موسیقایی انفرادی نیز انجام داده است.